# Choszun
Choszun – jednostka podziału administracyjnego i wojskowego feudalnej Mongolii, należące do dziedzicznego księcia (dżasaka). 

## Geneza choszunów
Po rozpadzie imperium mongolskiego wskutek wojen wewnętrznych, podziału dzielnicowego i działań Chiny, powstało w XVI w. na terenie dzisiejszej Mongolii, Mongolii Wewnętrznej i Tuwy kilka chanatów, z których najważniejszymi była Chałcha, chanat Ojratów (Dżungarów; obejmujący dzisiejszy rejon Kobdo i część Sinciangu) i kilka chanatów w Mongolii Wewnętrznej (czacharskich). Nadawanie oddzielnych księstw w obrębie chanatu synom chana doprowadziło do uformowania księstw nominalnie podległych chanowi, ale z dużą dozą niezależności, zwanych choszunami. W szczególności dotyczyło to Chałchy, która składała się w XVII w. z siedmiu - ośmiu choszunów. Po włączeniu Chałchy do państwa mandżurskiego, władze mandżurskie prowadziły politykę zwiększania ilości choszunów, osłabiając tym samym polityczną i militarną siłę książąt mongolskich. W 1725 było już 74 choszunów w Chałsze, a w 1920 łącznie w Chałsze i rejonie Kobdo 104 choszunów. Każdy choszun był podporządkowany jednemu z ajmaków i rządzącemu ajmakiem chanowi. Przed inkorporacją Chałchy były 3 ajmaki, Mandżurowie utworzyli czwarty, a po zdobyciu Mongolii Zachodniej powstały tam dwa kolejne ajmaki. W czasach mandżurskich władcy ajmaków byli podporządkowani namiestnikom chińskim, głównie w Uliasutaju, a później także w Urdze. 
Po reformach mandżurskich choszuny, podobnie jak jednostki niższe (somony) i wyższe (ajmaki) oprócz jednostki administracyjnej stały się także jednostkami wojskowymi, gdyż każdy choszun dostarczał jednostkę pospolitego ruszenia, którą też zwano choszunem. Liczebność choszunu nie była ściśle uregulowana. 
Choszuny zostały zlikwidowane przez mongolski rząd bolszewicki w grudniu 1931. Na ich miejsce nie powołano równorzędnej kategorii jednostek administracyjnych, gdyż ajmaki podzielono od razu na somony. Wcześniej, w 1923 – 1924 zlikwidowano książąt choszunowych i władzę przekazano w ręce administracji cywilnej, a od 1924 stopniowo redukowano ilość choszunów ze 130 w 1924 do 72 w 1930.